# ダヴィデ・ディ・モルフェッタ
ダヴィデ・ディ・モルフェッタ（Davide Di Molfetta、1996年6月23日 - ）は、イタリア・セスト・サン・ジョヴァンニ出身のサッカー選手。ポジションはFW。

## 経歴
1996年、ミラノ郊外のセスト・サン・ジョヴァンニで誕生。子供の頃にサッカーを始め、地元のアマチュアクラブに参加していた。6歳の時に、ACミランに採用され、そこから13年間、ユースシステムで過ごした。ACミランでプロデビューを果たし、2015年5月30日、18歳の時にアタランタBCに3-1で勝利した終盤に、ジャコモ・ボナヴェントゥーラに代わって出場した。
2021年6月29日、フェラルピサロに移籍した。